# Џејсон Њустед
Џејсон Њустед (енгл. Jason Newsted) је амерички музичар, најпознатији као басиста у хеви метал групи Металика од 1986. до 2001. године. Његова кључна улога у овом бенду оставила је дубок траг у музичкој историји, нарочито у области хеви метал музике. Осим што је био члан Металике, Њустед је такође био укључен у друге значајне музичке пројекте, као што су Echobrain, а сарађивао је и са Озијем Осборном. Његова креативност и техничке вештине на бас-гитари направиле су га једним од најпознатијих басиста у свету метала.

## Рани живот и музички утицаји
Џејсон Њустед је рођен 4. марта 1963. године у Батл Крику, Мичиген, САД. Од раног детињства, показивао је дубоко интересовање за музику, а први утицаји дошли су из света хард рока и панк музике. Његова љубав према музици била је инспирисана групама као што су Motörhead, The Misfits, и Iron Maiden. Почео је да свира бас-гитару у својим тинејџерским годинама, а прве музичке кораке направио је као члан различитих локалних бендова.
У раним осамдесетим годинама, Њустед се прикључио групи Flotsam and Jetsam, са којом је објавио неколико албума. Ова група није била великог комерцијалног успеха, али је понудила Њустеду платформу да развије свој стил свирања и да стекне важна искуства у студију и на бини.